# Leslie Grossman
Leslie Erin Grossman (Los Angeles, 25 de outubro de 1971) é uma atriz americana. Ela é mais conhecida por interpretar Mary Cherry em Popular e seus papéis em American Horror Story.

## Filmografia

### Cinema
| Ano  | Título                                  | Papel                                  |
| ---- | --------------------------------------- | -------------------------------------- |
| 1998 | The Opposite of Sex                     | Estudante                              |
| 1998 | Can't Hardly Wait                       | Amiga da Garota Pronta Para Fazer Sexo |
| 2005 | Miss Congeniality 2: Armed and Fabulous | Pam                                    |
| 2006 | Running with Scissors                   | Sue                                    |
| 2007 | Itty Bitty Titty Committee              | Maude                                  |
| 2009 | Spring Breakdown                        | Prostituta                             |
| 2022 | Studio 666                              | Barb Weems                             |

### Televisão
| Ano       | Título                                     | Papel                               | Notas                                         |
| --------- | ------------------------------------------ | ----------------------------------- | --------------------------------------------- |
| 1998      | Guys Like Us                               | Amy                                 | Episódio: "Pilot"                             |
| 1999–2001 | Popular                                    | Mary Cherry                         | 43 episódios                                  |
| 2000      | Girl Band                                  | Mindy                               | Telefilme                                     |
| 2002      | Any Day Now                                | Mildred Harrison                    | Episódio: "Let the Games Begin"               |
| 2002      | Charmed                                    | Assistente de Phoebe                | Episódio: "Witch Way Now?"                    |
| 2003–2008 | Nip/Tuck                                   | Bliss Berger                        | 3 episódios                                   |
| 2003      | CSI: Crime Scene Investigation             | Wendy Orr                           | Episódio: "One Hit Wonder"                    |
| 2003–2006 | What I Like About You                      | Lauren                              | 66 episódios                                  |
| 2006      | The Jake Effect                            | Kimmy Ponder                        | 7 episódios                                   |
| 2006      | Help Me Help You                           | Kendra                              | Episódio: "The Sheriff"                       |
| 2007      | What News?                                 | Misti Lake                          | Telefilme                                     |
| 2007      | Notes from the Underbelly                  | Deena                               | Episódio: "Not Without My Noodles"            |
| 2007      | Up All Night                               | Erika                               | Telefilme                                     |
| 2008      | Grey's Anatomy                             | Lauren Hammer                       | Episódio: "In the Midnight Hour"              |
| 2009      | Trust Me                                   | Julie Finn                          | Episódio: "Promises, Promises"                |
| 2009      | In the Motherhood                          | Maggie                              | 2 episódios                                   |
| 2009–2010 | 10 Things I Hate About You                 | Darlene Tharp                       | 6 episódios                                   |
| 2010      | Dexter                                     | Laurel Mendell                      | Episódio: "Hop a Freighter"                   |
| 2011      | Hot in Cleveland                           | Elise                               | Episódio: "I Love Lucci: Part One"            |
| 2011      | Outsourced                                 | Marcy Donovan                       | Episódio: "Charlie Curries a Favor from Todd" |
| 2011      | Better with You                            | Francine                            | Episódio: "Better Without a Job"              |
| 2011      | Melissa & Joey                             | Emily                               | Episódio: "The Mel Word"                      |
| 2011      | Drop Dead Diva                             | Kristin Mulraney                    | Episódio: "You Bet Your Life"                 |
| 2011-2013 | I Hate My Teenage Daughter                 | Laura                               | 2 episódios                                   |
| 2012      | The New Normal                             | Melissa                             | Episódio: "Pilot"                             |
| 2012      | Scandal                                    | Lisa                                | 3 episódios                                   |
| 2012      | The Neighbors                              | Liz                                 | Episódio: "Things Just Got Real'              |
| 2012      | Ben and Kate                               | Nan                                 | Episódio: "Guitar Face"                       |
| 2013      | Whitney                                    | Michelle                            | Episódio: "Snapped"                           |
| 2013      | Stevie TV                                  | Kimmie                              | Episódio: "2.01"                              |
| 2013      | Major Crimes                               | Claire Hunter                       | Episódio: "Poster Boy"                        |
| 2013      | We are Men                                 | Denise                              | Episódio: "We Are Gentlemen"                  |
| 2014      | Sean Saves the World                       | Susan                               | Episódio: "Sean The Fabulous"                 |
| 2014      | Modern Family                              | Katie                               | Episódio: "Three Dinners"                     |
| 2015      | Barely Famous                              | Ela mesma                           | Episódio: "Not a Booty Call"                  |
| 2015      | 2 Broke Girls                              | Amy                                 | Episódio: "And the Gym and Juice"             |
| 2015      | Nicky, Ricky, Dicky & Dawn                 | Robin                               | 2 episódios                                   |
| 2015      | Good Session                               | Karen Misher                        | Telefilme                                     |
| 2016      | Grandfathered                              | Leslie                              | Episódio: "Baby Model"                        |
| 2016      | The Soul Man                               | Megan                               | Episódio: "Hangin' with Mr. Cupper"           |
| 2016      | Faking It                                  | Diane                               | 2 episódios                                   |
| 2016-2020 | Doc McStuffins                             | Riley Rhino                         | 6 episódios                                   |
| 2017-2018 | The Good Place                             | Donna Shellstrop                    | 3 episódios                                   |
| 2017      | Love                                       | Liz                                 | Episódio: "Friends Night Out"                 |
| 2017      | Speechless                                 | Heather                             | Episódio: "D-I - DING"                        |
| 2017      | Girlfriends' Guide to Divorce              | Rabbi Stacy                         | Episódio: "Rule #49: Let It Shine"            |
| 2017      | American Horror Story: Cult                | Meadow Wilton / Patricia Krenwinkel | 6 episódios                                   |
| 2018      | Black-ish                                  | Gwen                                | Episódio: "North Star"                        |
| 2018      | American Horror Story: Apocalypse          | Coco St. Pierre Vanderbilt          | 10 episódios                                  |
| 2018      | Fuller House                               | Dra. Lesley Miller                  | Episódio: "Opening Night"                     |
| 2019-2020 | Shrill                                     | Cindy                               | 2 episódios                                   |
| 2019      | American Horror Story: 1984                | Margaret Booth                      | 9 episódios                                   |
| 2019      | Goliath                                    | Rochelle Purple                     | 4 episódios                                   |
| 2019-2020 | The Goldbergs                              | Jane Bales                          | 2 episódios                                   |
| 2020-2022 | Love, Victor                               | Georgina Cunningham                 | 6 episódios                                   |
| 2020-2021 | American Dad!                              | Garçonete / Mulher na calçada       | 2 episódios                                   |
| 2021      | American Horror Story: Double Feature      | Ursula Khan / Calico                | 10 episódios                                  |
| 2021      | Santa Inc.                                 | Cookie                              | 8 episódios                                   |
| 2022      | American Horror Story: NYC                 | Barbara Read                        | 10 episódios                                  |
| 2023-2024 | American Horror Story: Delicate            | Ashleigh                            | 3 episódios                                   |
| 2024      | Monsters: The Lyle and Erik Menendez Story | Judalon Smyth                       | 5 episódios                                   |
| 2024      | Nobody Wants This                          | Rabbi Shira                         | Episódio: "My Friend Joanne"                  |